# Cecilia Hidalgo Tapia
Cecilia Hidalgo Tapia (1941) est une biochimiste chilienne, directrice depuis 2018 de l'Académie chilienne des sciences.